# خلية ذاكرة (حوسبة)
خلية الذاكرة هي وحدة البناء الأساسية في ذاكرة الحاسوب. خلية الذاكرة هي دارة إلكترونية تحفظ بتا واحدا من المعلومات الثنائية، إما أن يكون الواحد المنطقي (مستوى التوتر العالي)، أو الصفر المنطقي (مستوى التوتر المنخفص). تُحفظ القيمة حتى تغيرها عملية وضع أو مسح جديدة. يمكن الوصول إلى قيمة خلية الذاكرة بقراءتها.
استُخدمت عبر تاريخ الحوسبة أنواع متعددة من بنى خلايا الذاكرة، منها ذاكرة النواة، والذاكرة الفقاعية، ولكن الأشيع في ذواكر الوصول العشوائي هي القلابات (باستعمال ترانزستورات موسفت) والمكثفات.
خلية ذاكرة الوصول العشوائي الساكنة هي نوع من دارات القلابات، تحقق عادة باستعمال ترانزستورات موسفت. تتطلب هذه الترانزستورات طاقة قليلة جدًا لحفظ القيمة المخزنة في حالة عدم القراءة. يعتمد النوع الثاني، وهو ذاكرة الوصول العشوائي الديناميكية، على المكثفات. إن شحن المكثفة وتفريغها يخزنان الواحد أو الصفر على الترتيب في الخلية. مع هذا، فإن الشحنة في هذه المكثفة تتلاشى ببطء، لذا يجب إنعاشها بين كل فترة وأخرى. بسبب عملية الإنعاش هذه تستعمل الذواكر العشوائية الديناميكية طاقة أكبر، ولكنها تحقق قوة تخزينية أكبر.
بالمقابل، تعتمد الذواكر المستدامة على بنية البوابة العائمة في خلية الذاكرة. تستخدم الذواكر المستدامة -ومنها ذاكرة القراءة القابلة للبرمجة والمسح EPROM وذاكرة القراءة القابلة للبرمجة والمسح الكهربائي EEPROM- خلايا ذاكرية تُبنى ببنية البوابة العائمة، وهي بنية قائمة على ترانزستورات موسفت للبوابات العائمة.

## الوصف
خلية الذاكرة هي وحدة البناء الأساسية في ذاكرة الحاسوب. يمكن بناؤها باستخدام تقنيات متعددة مختلفة، منها ثنائي القطب، وترانزستور موسفت، والأجهزة شبه الناقلة الأخرى. يمكن بناؤها أيضًا من مواد مغناطيسية كنوى الفريت أو الفقاعات المغناطيسية. بغض النظر عن تقنية البناء المستهدمة، فإن الغرض من الذاكرة الثنائية واحد في كل حال. تخزن خلية الذاكرة بتًا من المعلومات الثنائية، ويمكن الوصول إليه بقراءة الخلية، إما أن توضع فيخزن فيها 1، أو تُمسح فيخزن فيها 0.

## المعنى
تدعى الدارات المنطقية التي لا تحوي خلايا ذاكرية أو طرق تغذية راجعة «دارات توافقية»، وفي هذه الدارات تعتمد قيمة الخرج على قيمة الدخل الحالية فقط. ليس لهذه الدارات أي ذاكرة. لكن الذاكرة عنصر أساسي في الأنظمة الرقمية. في الحواسيب، تسمح الذاكرة بتخزين البرامج والبيانات، وتستعمل خلايا الذاكرة أيضًا لتخزين خرج الدارات التوافقية مؤقتًا حتى تستعملها الأنظمة الرقمية بعد ذلك. تدعى الدارات المنطقية التي تستعمل خلايا الذاكرة دارات تسلسلية. يعتمد خرج هذه الدارات على القيمة الحالية للمداخل، وأيضًا على الدارة في حالتها السابقة التي تحددها القيم المحفوظة في خلايا الذاكرة. تتطلب هذه الدارات مولدًا وقتيًا أو ساعة لتعمل.
ذواكر الحاسوب المستعملة في معظم أنظمة الحاسوب المعاصرة مبنية أساسًا على ذاكرة الوصول العشوائي الديناميكية، لأن تصميمها أصغر حجمًا من الساكنة، فهي تضغط معلومات كثيفة في مساحة فيزيائية صغيرة، وتقدم ذاكرة أرخص ذات سعة أكبر. ذاكرة الوصول العشوائي الديناميكية أبطأ من الساكنة، ويعود ذلك إلى أن الخلايا الديناميكية تخزن قيمتها على شكل شحنة في مكثفة، ولوجود مشكلة في تلاشي هذه الشحنة، لا بد من أن تكتب القيمة مرة بعد مرة بانتظام، أما ذاكرة الوصول العشوائي الساكنة، فهي أكبر وقيمتها محفوظة ومتاحة دائمًا. لذلك تستعمل ذاكرة الوصول العشوائي الساكنة في الذاكرة المخبئية (الخابية) الرقاقية الموجودة في رقاقات المعالجات الدقيقة الحديثة.

## نبذة تاريخية
في الحادي عشر من ديسمبر عام 1946، تقدم فريدي ويليامز من أجل براءة اختراع لجهاز التخزين القائم على أنبوب الأشعة المهبطية الذي اخترعه، وسماه أنبوب ويليمز، وكان يحفظ 128 كلمة، كل كلمة منها بطول 40 بتًا. بدأ الجهاز العمل في 1947 واعتُبر أول تطبيق عملي لذاكرة الوصول العشوائي. في ذلك العام ملأ فريدريك فيهي أول التقديمات لبراءة اختراع الذاكرة مغناطيسية النواة. طور آن وانغ الذاكرة مغناطيسية النواة في 1948، وحسنها بعد ذلك جاي فورستر، وجان ألكسندر راجتشمان في أوائل خمسينيات القرن العشرين، قبل أن تصبح تجارية مع حاسوب ويرلويند في 1953.شارك كن أولسن أيضًا في تطويرها.
بدأت الذاكرة شبه الناقلة في بدايات ستينيات القرن العشرين مع الخلايا الذاكرية ثنائية القطب المصنوعة من الترانزستورات ثنائية القطب. مع أنها حققت أداءً أفضل، لكنها لم تستطع أن تنافس السعر الرخيص للذاكرة مغناطيسية النواة.

### خلايا موسفت الذاكرية
قاد اختراع ترنزستورات موسفت (ترانزستورات الأثر الحقلي شبه الناقلة الأكسيدية المعدنية)، وهو من اختراع المهندس المصري محمد محمد عطا الله وداون كانغ في مختبرات بل في عام 1959، قاد هذا الاختراع إلى تطوير خلايا الذاكرة الحديثة القائمة على شبه ناقل أكسيد المعدن. قُدمت أول خلايا ذاكرية حديثة في عام 1964 عندما صمم جون سكمدت أول ذاكرة وصول عشوائي قائمة على ترانزستور موسفت من نوع القناة p بطول 64 بتا.
عادة يكون في ذاكرة الوصول العشوائي الساكنة خلايا ذاكرة من ستة ترانزستورات، أما خلايا ذاكرة الوصول العشوائي الديناميكية فتتكون من ترانزستور واحد. في عام 1965 استعملت الآلة الحاسبة الرقمية المملوكة لتوشيبا Toscal BC-1411 نوعًا من ذاكرة الوصول العشوائي الديناميكية السعوية ثنائية القطب، لتخزن 180 بتًا في خلايا ذاكرية منفصلة تتكون من ترانزستورات جرمانيوم ثنائية القطب ومكثفات.تقنية الموسفت هي أساس ذاكرة الوصول العشوائي الديناميكية الحديثة. في عام 1966، كان الدكتور روبرت دينرد في المركز البحثي في آي بي إم لتوماس جون واتسون يعمل على ذاكرة موسفت. بينما كان يجرب خصائص تقنية الموسفت وجد أنها قادرة على بناء مكثفات، فيكون تخزين الشحنة أو عدمه في المكثفة ممثلًا للواحد والصفر على الترتيب في البت، هذا ويتحكم ترانزستور الموسفت في كتابة الشحنة على المكثفة. قاد هذا إلى تطويره خلايا ذاكرة عشوائية الوصول من ترانزستور واحد. في عام 1967، سجل دينرد شهادة اختراع للخلية الذاكرية الديناميكية من ترانزستور واحد، وهي قائمة على تقنية الموسفت.
أول ذاكرة وصول عشوائي ساكنة ثنائية القطب تجارية بطول 64 بتًا أطلقتها شركة إنتل في عام 1969 بمنطق الترانزستور-ترانزستور لسكوتكي. بعد عام، أطلقت إنتل أول رقاقة دارة متكاملة لرام ديناميكي، إنتل 1103، وهي قائمة على تقنية الموسفت. بحلول عام 1972، تجاوزت مبيعاتها الأرقام السابقة في مبيعات الذاكرة شبه الناقلة. كانت تحوي خلايا رقاقات الرام الديناميكي في أوائل سبعينيات القرن العشرين ثلاثة ترانزستورات، قبل أن تصبح خلايا الترانزستور الواحد هي الأصل المعتمد منذ أواسط السبعينيات.
جعلت شركة راديو أمريكا آر سي إيه ذواكر السيموس تجارية حين أطلقت رقاقة ذاكرة سيموس عشوائية الوصول ساكنة بطول 288 بتًا في 1968. كانت ذواكر سيموس في البداية أبطأ من ذواكر إنموس التي شاع استخدامها في الحواسيب في السبعينيات. في عام 1978، قدمت هيتاشي عملية سيموس توءم البئر مع رقاقتها الذاكرية (الساكنة ذات سعة 4 كيلوبايت) المسماة HM6147، مصنوعة بحجم 3 ميكرومتر. كانت رقاقة HM6147 قادرة على العمل بكفاءة أسرع رقاقة إنموس ذاكرية في ذلك الوقت، ولكن رقاقة HM6147 كانت تستهلك طاقة أقل بكثير. بأدائها المكافئ واستهلاكها الأقل، حلت رقاقة سيموس توأم البئر محل رقائق إنموس بوصفها أشيع عملية نصف ناقل للذاكرة الحاسوبية في الثمانينيات.
كان أشيع نوعين من خلايا الرام الديناميكي منذ الثمانينيات خلايا المكثفة الخندقية وخلايا المكثفة المكدسة. تُصنع في خلايا المكثفة الخندقية حُفر (خنادق) في ركيزة السيليكون التي تستعمل جدرانها الجانبية خلية ذاكرية، أما خلايا المكثفة المكدسة فهي أقدم شكل للذاكرة ثلاثية الأبعاد، وتكدس فيها الخلايا الذاكرية عموديًا في بنية خلوية ثلاثية الأبعاد. ظهر كلاهما أول مرة في 1984 عندما قدمت هيتاشي ذاكرة المكثفة الخندقية وقدمت فوجيتسو ذاكرة المكثفة المكدسة.

### خلايا البوابة العائمة الموسفتية الذاكرية
اخترع موسفت البوابة العائمة (إفجيموس) داون كانغ وسيمون سز في مختبرات بل في 1967.واقترحا مفهوم خلايا البوابة العائمة الذاكرية، باستعمال موسفت البوابة العائمة، الذي يمكن أن يستعمل لإنتاج ذاكرة روم (للقراءة فقط) قابلة لإعادة البرمجة. أصبحت ذواكر البوابة العائمة بعد ذلك أساس تقنيات الذواكر المستدامة ومنها ذاكرة القراءة القابلة للبرمجة والمسح، ذاكرة القراءة القابلة للبرمجة والمسح الكهربائي، والذاكرة الوميضية (الفلاش).
اخترع الذاكرة الوميضية فوجي ماسوكا في توشيبا عام 1980. قدم ماسوكا وزملاؤه اختراع الذاكرة الوميضية القائمة على بوابات NOR في 1984، ثم على بوابات NAND في 1987. قدمت خلية الذاكرة الوميضية متعددة المستوى شركة إن إي سي، ظهرت فيها خلايا من أربعة مستويات في رقاقة وميضية سعتها 64 ميغابايت وتخزن بتين في كل خلية، هذا في عام 1996. أعلنت توشيبا في عام 2007 عن ذواكر NAND العمودية ثلاثية الأبعاد، التي تكدس فيها الخلايا الذاكرية عموديًا باستعمال تقنية وميض دفع الشحنة، وصنعتها شركة إلكترونيات سامسونغ في عام 2013 تجاريًا لأول مرة.

### التطبيق
تفصل المخططات التالية أشيع ثلاثة تطبيقات استخداما للخلايا الذاكرية:
- خلية ذاكرة الوصول العشوائي الديناميكية (دي رام)
- خلية ذاكرة الوصول العشوائي الساكنة (إس رام)
- القلابات كقلابات جي كي المعروضة أدناه.

|  |  |  |

## العمل

### التخزين
عنصر التخزين في ذاكرة دي رام هو المكثفة المرقمة برقم (4) في المخطط أعلاه. تتناقص الشحنة المخزنة في المكثفة مع الوقت، لذا يجب تحديثها (قراءتها وكتابتها من جديد) بين كل فترة وأخرى. يعمل ترانزستور إنموس كبوابة ليسمح بالقراءة والكتابة عندما يكون مفتوحًا، أو التخزين عندما يكون مغلقًا.

### القراءة
يوصل خط القراءة 1 لبوابة الترنزستور عندما يريد القراءة، يجعل الترانزستور (3) الخلية متاحة للتوصيل وتنتقل الشحنة المخزنة في المكثفة (4) إلى خط البت. يكون لخط البت سعوية عارضة (5) تصرف جزءًا من الشحنة وتبطئ عملية القراءة. تحدد سعوية خط البت الحجم الطلوب لمكثفة التخزين (4). إنها مقايضة. إذا كانت مكثفة التخزين صغيرة جدًا، فإن توتر البت سيأخذ وقتًا طويلًا ليعلو العتبة أو ألا يعلوها أصلًا، وهي العتبة التي تطلبها المضخمات في نهاية خط البت. لما كانت عملية القراءة تنقص شحنة مكثفة التخزين (4)، فإن قيمتها تكتب من جديد بعد كل قراءة.

### الكتابة
الكتابة أسهل العمليات، يعطى التوتر العالي (الواحد المنطقي)، أو المنخفض (الصفر المنطقي) إلى خط البت. يُفعل خط الكلمة ترانزستور الإنموس (3) ويصله بمكثفة التخزين (4). المشكلة الوحيدة هي إبقاء الترانزستور (3) مفتوحًا لوقت كاف لتأكيد أن المكثفة قد شُحنت أو تفريغها قبل إغلاقه.

### القلاب
للقلاب تطبيقات عديدة، وعنصر التخزين فيه عادة هو ممسك لاتش Latch يتكون من حلقة بوابة NAND أو حلقة بوابة NOR مع بوابات أخرى لتحقيق دقة الساعة. تتوفر قيمة القلاب للقراءة دائمًا في مخرجه. تبقى القيمة مخزنة حتى تتغير بعملية الوضع أو المسح. تطبق القلابات عادة باستخدام ترانزستورات موسفت.

### البوابة العائمة
تستعمل خلايا البوابة العائمة الذاكرية، المبنية على البوابات العائمة من ترانزستورات موسفت، في معظم تقنيات الذواكر المستدامة، منها ذاكرة القراءة القابلة للبرمجة والمسح، ذاكرة القراءة القابلة للبرمجة والمسح الكهربائي، والذاكرة الوميضية. ذكر ر. بيز وأغوستينو بيروفانو:
ذاكرة البوابة العائمة هي أساسًا ترانزستور موسفت مع بوابة محاطة بشكل كامل بالعوازل، تحكم البوابة العائمة كهربائيًا بوابة تحكم مزدوجة السعوية. لما كانت البوابة العائمة معزولة كهربائيًا، فإنها تعمل كقطب كهربائي لجهاز الخلية. الشحنة المحقونة في البوابة العائمة تبقى فيها، فتسمح بتعديل عتبة التوتر الظاهرية في خلية الترانزستور.